# Nojus Bartaška
Nojus Bartaška (Kaunas, 26 juni 1996) is een Litouwse zanger.
In 2010 vertegenwoordigde hij Litouwen op het Junior Eurovisiesongfestival 2010, in de Wit-Russische hoofdstad Minsk, met het nummer Oki doki. Hij werd zesde van de 14 landen met 67 punten.

## Bron
1. ↑  Nojus Bartaška naar Minsk voor Litouwen. Gearchiveerd op 4 december 2011. Geraadpleegd op 27 september 2010.

- Virtual International Authority File: 2810154260426124480001